# NGC 4277
NGC 4277 (другие обозначения — MCG 1-32-9, ZWG 42.29, VCC 386, NPM1G +05.0340, PGC 39759) — галактика в созвездии Дева.
Этот объект входит в число перечисленных в оригинальной редакции «Нового общего каталога».
Галактика NGC 4277 входит в состав группы галактик NGC 4261. Помимо NGC 4277 в группу также входят ещё 31 галактика.
Перемычка галактики имеет очень маленькую скорость вращения.